# 小泉英信
小泉 英信（こいずみ ひでのぶ、1917年5月25日 - 1985年11月3日）は、日本の経営者。東京都出身。

## 経歴
1941年に京都帝国大学法学部を卒業し、同年に東京ガスに入社。
1973年9月に関東タール製品社長に就任し、1976年6月には北海道ガス社長に就任。
1985年11月3日心筋梗塞のために死去。68歳没。